# ケネス・カタニア
ケネス・C・カタニア（Kenneth C. Catania, 1965年11月5日 - ）は、アメリカ合衆国の生物学者、神経科学者である。ホシバナモグラ、ミズトガリネズミ、ハダカデバネズミ、ワニ、ヘビ、ミミズ、デンキウナギなど多様な種の動物の感覚器、脳、行動などを研究している。

## 経歴
1965年11月生まれ。メリーランド大学カレッジパーク校に在学中、ワシントンD.C.の国立動物園で研究助手を務めた。これは、カタニアの父の知り合いであり、国立動物園に務めていた哺乳類学者のエドウィン・グールドが、動物園に補充するためのホシバナモグラを捕獲するボランティア（兼研究助手）を募っており、それを知ったカタニアが名乗りをあげたためであった。その後、1989年に動物学の理学士号を取得した。当時、カタニアはホシバナモグラの特徴的な星形の鼻が電気受容器であるかどうかを検証する実験の構想を練っていた。『電気受容（Electroreception）』という専門書を見つけたカタニアは、偶然にもメリーランド大学へ講演に来ていた グレン・ノースカット（著名な神経科学者で、『電気受容』の共著者でもあった）と面談する機会があった。グレンはカタニアの研究に興味を示し、彼の務めていたカリフォルニア大学サンディエゴ校（UCSD）への出願を促した。1990年秋、カタニアはグールドの推薦によりUCSDの神経科学コースに入学した。グレンの指導のもと、神経科学の修士号（1992年）および博士号（1994年）を取得した。ホシバナモグラの「星」に対応する脳領域を詳細に調べるため、ヴァンダービルト大学のジョン・カースの研究室を訪れ、そのまま博士研究員となる。2000年にヴァンダービルト生物科学科の教授となり、2022年現在はスティーブンソン生物科学科の教授である。
アメリカでは「天才賞」として知られるマッカーサー・フェローを2006年に授与され、2013年には「モデル生物における感覚行動の神経基盤に関する非常に想像力豊かな調査」と「行動、感覚処理、脳組織の基本原理の発見」に対して米国科学アカデミーからプラデル研究賞（神経科学部門）を授与された。2014年にはグッゲンハイム・フェローを授与された。

## 研究
カタニアの研究は、逃げる獲物を発見して捕食するために特別な感覚や器官を進化させた動物に焦点を当てることが多く、「エクストリーム」な動物行動の専門家とみなされている。このような動物の一例として、ヒゲミズヘビが挙げられる。一般に魚類は「Cスタート」とよばれる逃避反射によって捕食者とは反対の方向へ逃げるが、ヒゲミズヘビはこの習性を逆手に取り、次のような方法で魚を捕食する。ヒゲミズヘビは体をくの字に曲げ頭と首の間にくぼんだ空間を作る。ここに魚が入り込むと、ヒゲミズヘビは首を痙攣させて音を立てる。この音を知覚した魚は首とは逆の方向、つまりヘビの頭めがけて泳ぎ、そのまま捕食される。この行動ははたから見ると魚が「自殺」しているように見える。
グッゲンハイム・フェローを授与された際、カタニアは以下のようにコメントしている。「このような並外れた動物の行動や多様な形態は、特殊な感覚や脳の進化について教えてくれるだけでなく、正しく評価されない美しさや優雅さをもっています。 私は、動物たちの驚くべき能力を研究し、時には初めてそれを明らかにすることができる職業に就けて、とても幸運だと感じています」
カタニアの研究はサイエンティフィック・アメリカン、ナショナル・ジオグラフィック、ナチュラル・ヒストリー、ザ・サイエンティストなどの雑誌でも紹介されている。

## 著書
Great Adaptations: Star-nosed Moles, Electric Eels, and Other Tales of Evolution's Mysteries Solved. Princeton University Press. (2020). ISBN 0691195250
『カタニア先生は、キモい生きものに夢中！ その不思議な行動・進化の謎をとく』的場知之訳、化学同人、2022年8月。